# Amtsgericht Illertissen

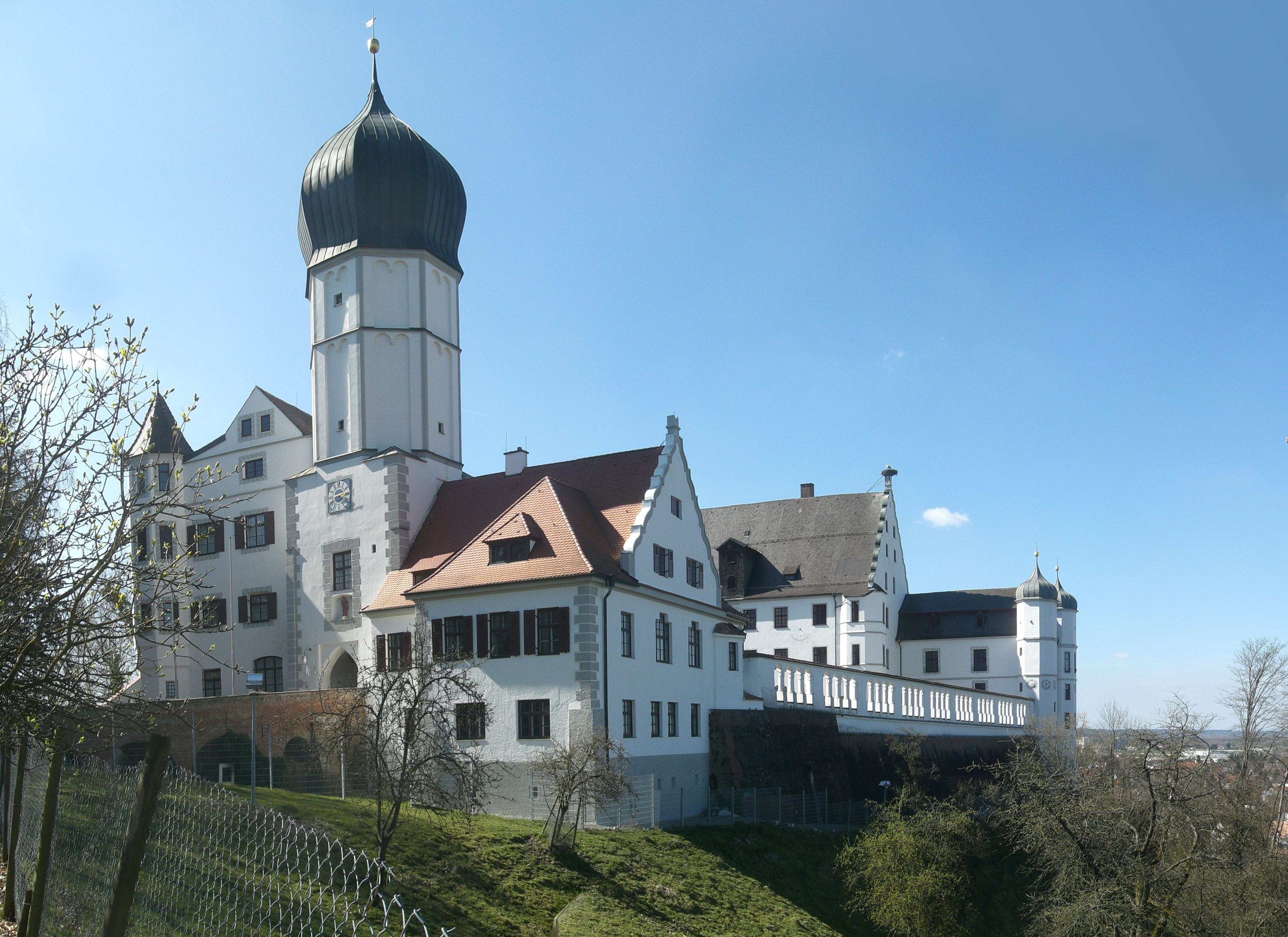
Panoramaaufnahme des Vöhlinschlosses in Illertissen aus östlicher Richtung

Das Amtsgericht Illertissen war ein von 1879 bis 1973 bestehendes bayerisches Gericht der ordentlichen Gerichtsbarkeit mit Sitz in Illertissen.

## Geschichte
Anlässlich der Einführung des Gerichtsverfassungsgesetzes wurde am 1. Oktober 1879 zu Illertissen ein Amtsgericht gebildet, dessen Bezirk identisch mit dem vorhergegangenen Landgerichtsbezirk Illertissen war.
Nächsthöhere Instanz war das Landgericht Memmingen.
Als das Gesetz über die Organisation der ordentlichen Gerichte im Freistaat Bayern (GerOrgG) am 1. Juli 1973 in Kraft trat, wurde das Amtsgericht Illertissen in eine Zweigstelle des Amtsgerichts Neu-Ulm umgewandelt.

„Das Amtsgericht Illertissen wird einstweilen als Zweigstelle fortgeführt, bis in Neu-Ulm nach dem Bau eines neuen Landratsamtsgebäudes für das Amtsgericht das bisherige Landratsamtsgebäude zur Verfügung steht.“

Die Zweigstelle Illertissen wurde Ende Juli 2009 aufgehoben.

## Übergeordnete Gerichte
Im Instanzenzug übergeordnet waren das Landgericht Memmingen, das Oberlandesgericht München sowie der Bundesgerichtshof.

## Sitz
Sitz des Amtsgerichts war im Vöhlinschloss Illertissen, in dem zeitweise auch ein Sitzungssaal eingerichtet wurde.